# Спортивна вулиця (Харків)
Спорти́вна ву́лиця — вулиця у Салтівському районі міста Харкова. Розташована між вулицею Фісановича та проспектом Льва Ландау. Нумерація будинків ведеться від вулиці Фісановича.

## Опис вулиці
Довжина вулиці — 627 метрів. Покриття вулиці — асфальт. Починається на розі з вулицею Фісановича і закінчується на розі з проспектом Льва Ландау. Напрям із заходу на схід.
Від початку до вулиці примикає вулиця Євгена Храпка (після будинку № 14).
Автомобільний рух — по одній смузі в кожну сторону. Дорожня розмітка — відсутня. Світлофорів немає. Тротуари є лише на кількох ділянках вулиці.
Забудова переважно двоповерхова, крім кількох будинків.
Комерція на вулиці відсутня.

## Будинки і споруди

### Непарна сторона
- Будинок № 9 — Професійно-технічне училище № 32